# Războaiele bananiere
Războaiele bananiere (în engleză Banana Wars) a fost o serie de acțiuni militare ale Statelor Unite ale Americii îndreptate împotriva unor țări și teritorii din America Centrală și zona Caraibilor, efectuate între 1898 - 1938. Războaiele bananiere au început cu războiul Hispano-American din 1898, care a adus Statelor Unite controlul asupra Cubei și Puerto Rico și s-au finalizat în 1934 odată cu retragerea trupelor americane din Haiti și începutul politicii de bună-vecinătate, efectuată de administrația Roosevelt.

## Desfășurare
- , ,  - Războiul Hispano-American (1898)
- - Separarea Panamei de Columbia (1903)
- - Ocupația americană a Nicaraguei (1912 - 1933)
- - Ocupația americană a Haitiului (1915 - 1934)
- - Ocupația americană a Republicii Dominicane (1916 - 1924)
- - Intervenții în Honduras (1903, 1907, 1911, 1912, 1919, 1924 și 1925)
- - Războiul frontalier (1910 - 1918); Ocupația americană a Veracruzului (1914)